# Sansyoku Dai
Sansyoku Dai är en platå i Antarktis. Den ligger i Östantarktis. Norge gör anspråk på området.